# Sœurs de l'Immaculée Conception de la Bienheureuse Vierge Marie
Ne doit pas être confondu avec Sœurs de l'Immaculée Conception de la Bienheureuse Vierge Marie de Kaunas.
Les sœurs de l'Immaculée Conception de la Bienheureuse Vierge Marie (en latin : Congretationis Sororis Immaculatae Conceptionis Beatae Mariae Virginis) sont une congrégation religieuse féminine enseignante de droit pontifical. 

## Histoire
La congrégation est fondée le 25 novembre 1857 à Rome par Josèphe Karska avec la collaboration de Marcelline Darowska (1827 - 1911). Jérôme Kajsiewicz, associé d'Aleksander Jełowicki, et cofondateur des résurrectionnistes, qui lui a confié la tâche,  élabore les premières constitutions inspirées de celle de la Congrégation de la Résurrection de Notre-Seigneur Jésus-Christ. Le 17 janvier 1863, le pape Pie IX accorde à la fondatrice de transférer le siège à Jazłowiec en Pologne (archidiocèse de Lwow). 
La règle d'origine est révisée en 1872 par mère Darowska qui souligne les spécificités de la congrégation. Pie IX accorde le  décret de louange le 22 mai 1863 et approuve l'institut le 29 juillet 1874.
En 1942, deux sœurs de cette congrégation, Marie-Ève Noiszewska (pl) et Marie-Marthe Wołowska (pl) sont arrêtées par la Gestapo et fusillées pour avoir aidé une famille juive. Elles sont béatifiées à Varsovie le 13 juin 1999 par Jean-Paul II.

## Activités et diffusion
Les sœurs se consacrent à l'enseignement et aux œuvres paroissiales.
Elles sont présentes en Pologne, en Biélorussie et en Ukraine.
La maison généralice est à Szymanów.
En 2017, la congrégation comptait 189 sœurs dans 12 maisons.